# Греббестад
Греббестад (швед. Grebbestad) — небольшой городок в коммуне Танум лена Вестра-Гёталанд, Швеция. Расположен в исторической провинции Бохуслен на берегу Скагеррака, у шоссе 163. Является туристическим центром.

## История
Первое упоминание о Греббестаде относится к XVII веку. Уже тогда основным занятием его жителей была рыбная ловля. Развитие в XIX веке торговли, морских перевозок, рыболовства, добычи камня и консервной промышленности послужило импульсом для роста поселения. В 1844 году Греббестад в первый раз упоминается в качестве курортного местечка.

## Экономика
Важную роль в экономике Греббестада играет рыболовство. Через него проходит большая часть омаров и устриц, вылавливающихся в Швеции.
Крупнейшим работодателем в городе является база отдыха "ТанумСтранд", расположенная в 2 км от Греббестада.
Летом из городка в шхеры ходят прогулочные катера.

## Достопримечательности
В Греббестаде имеется церковь, возведённая в 1890-1892 годах в неоготическом стиле архитектором А.К. Петерсоном.

## Галерея

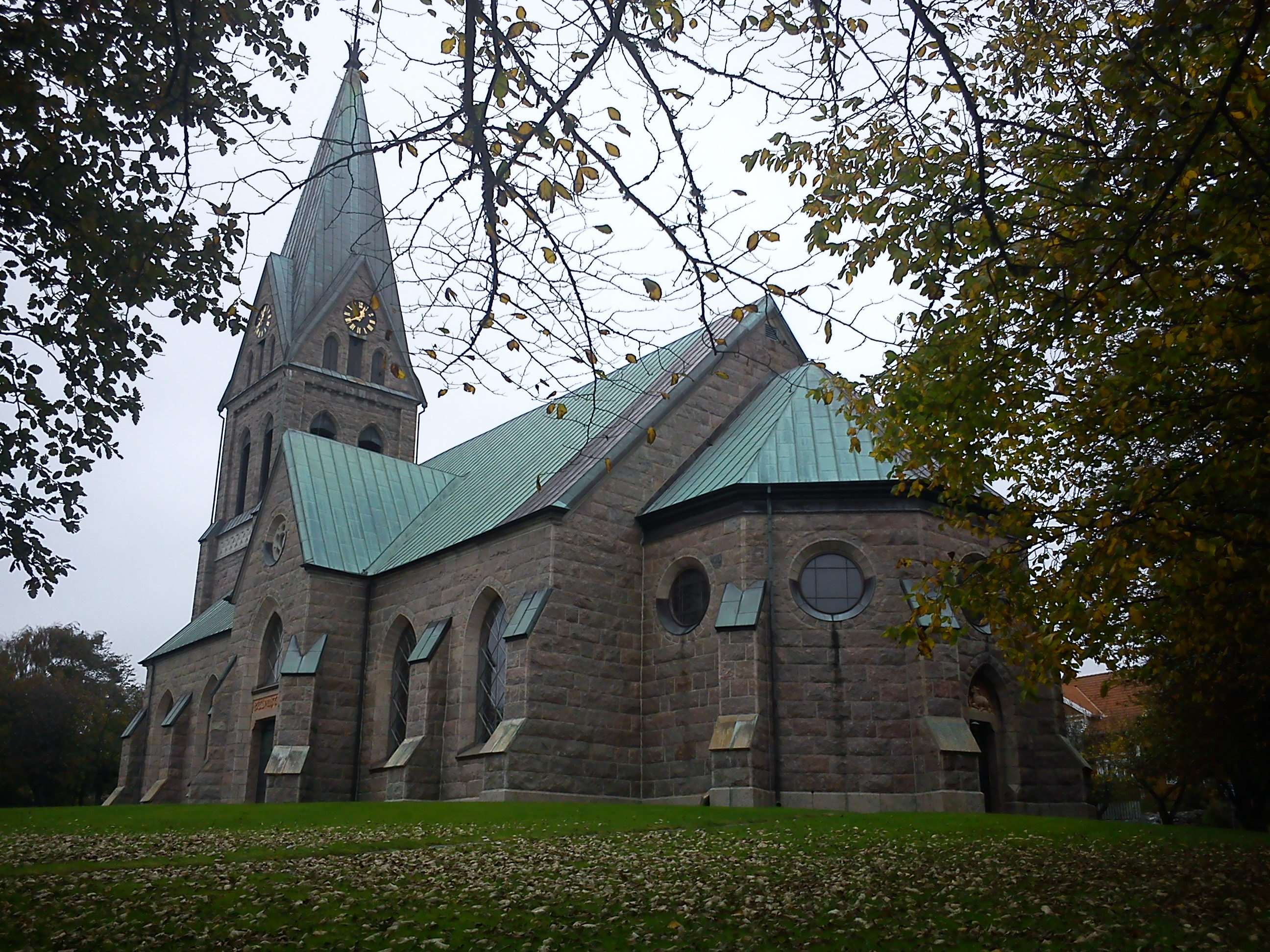
Церковь
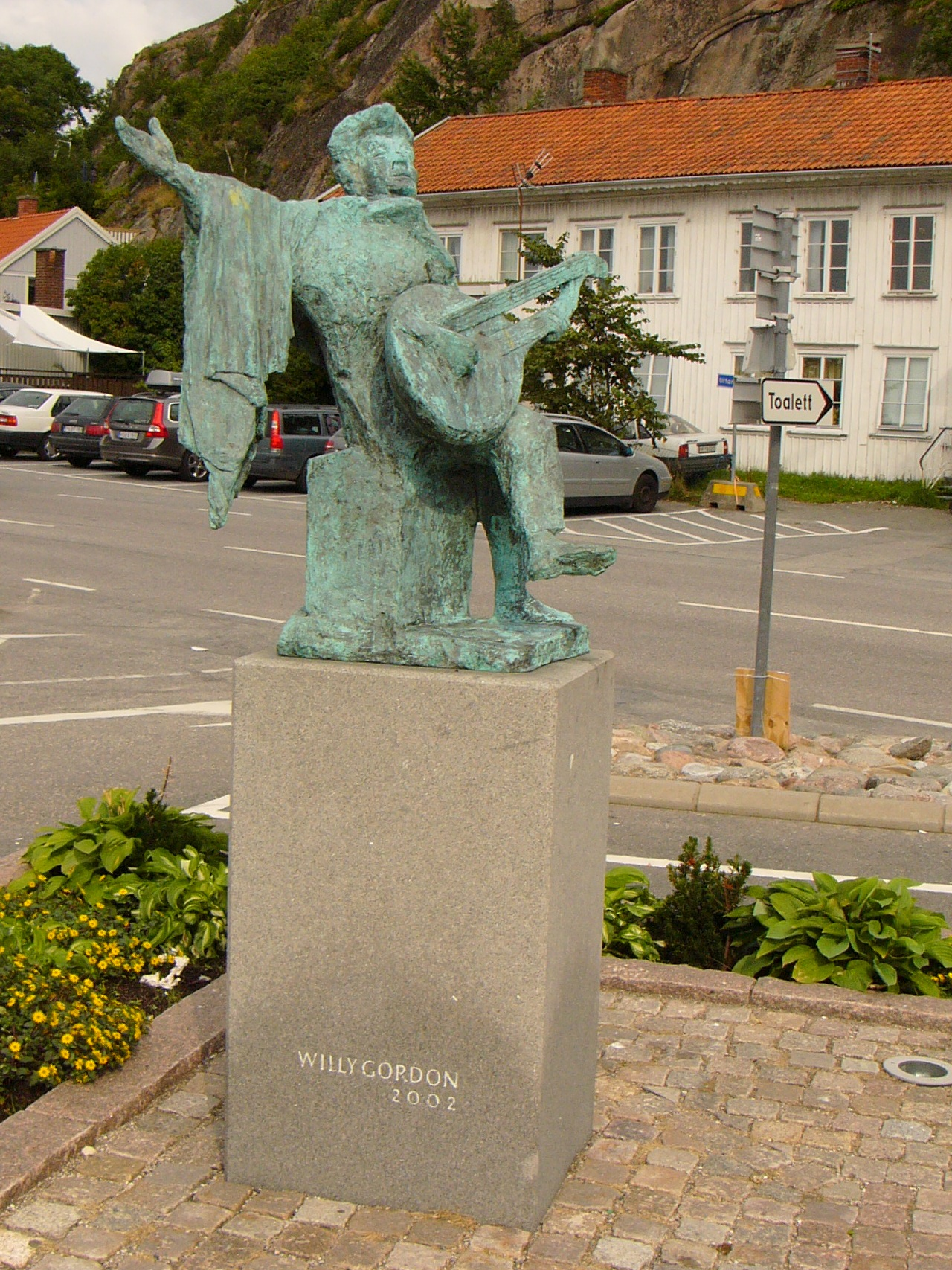
Памятник Эверту Таубе
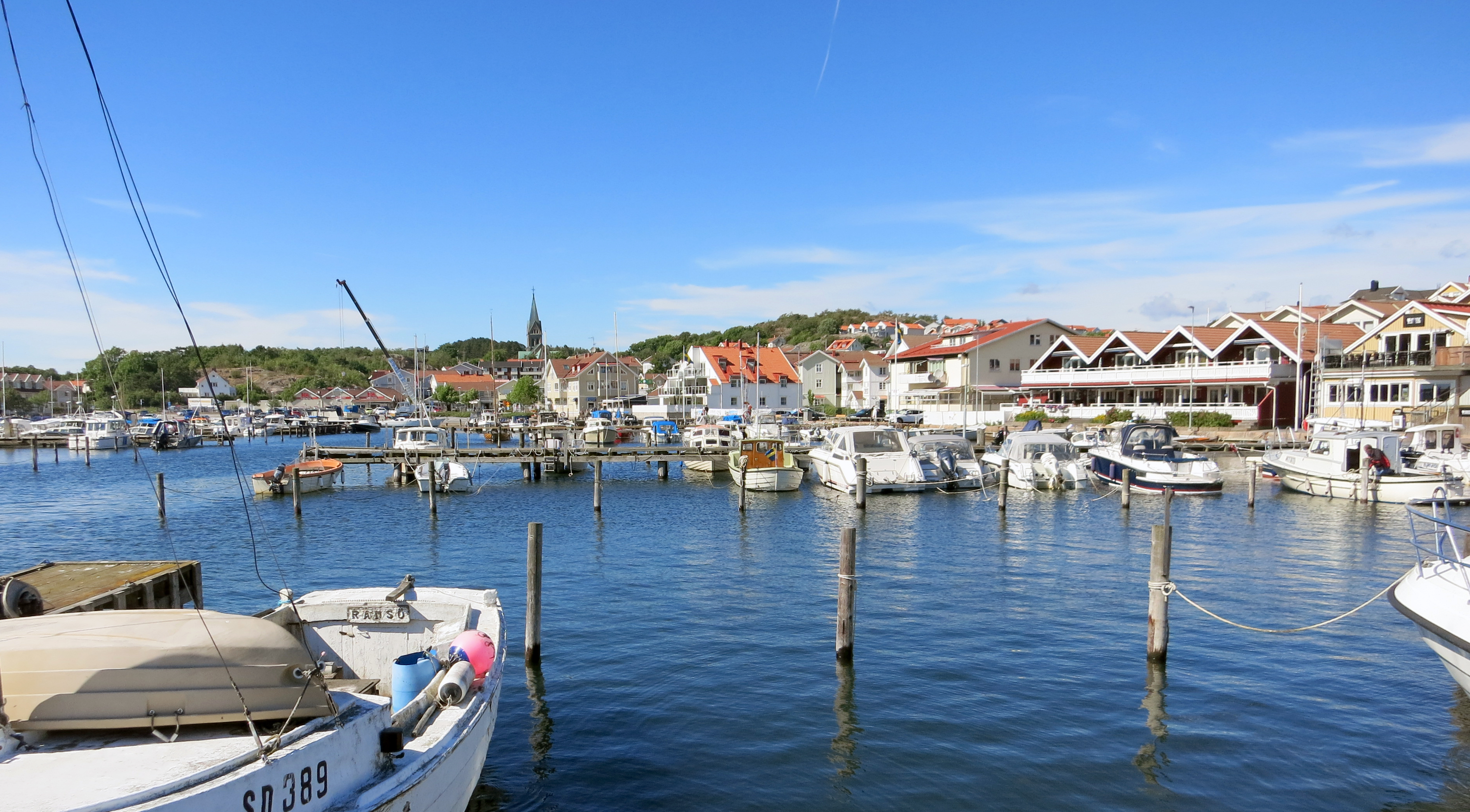
Бухта
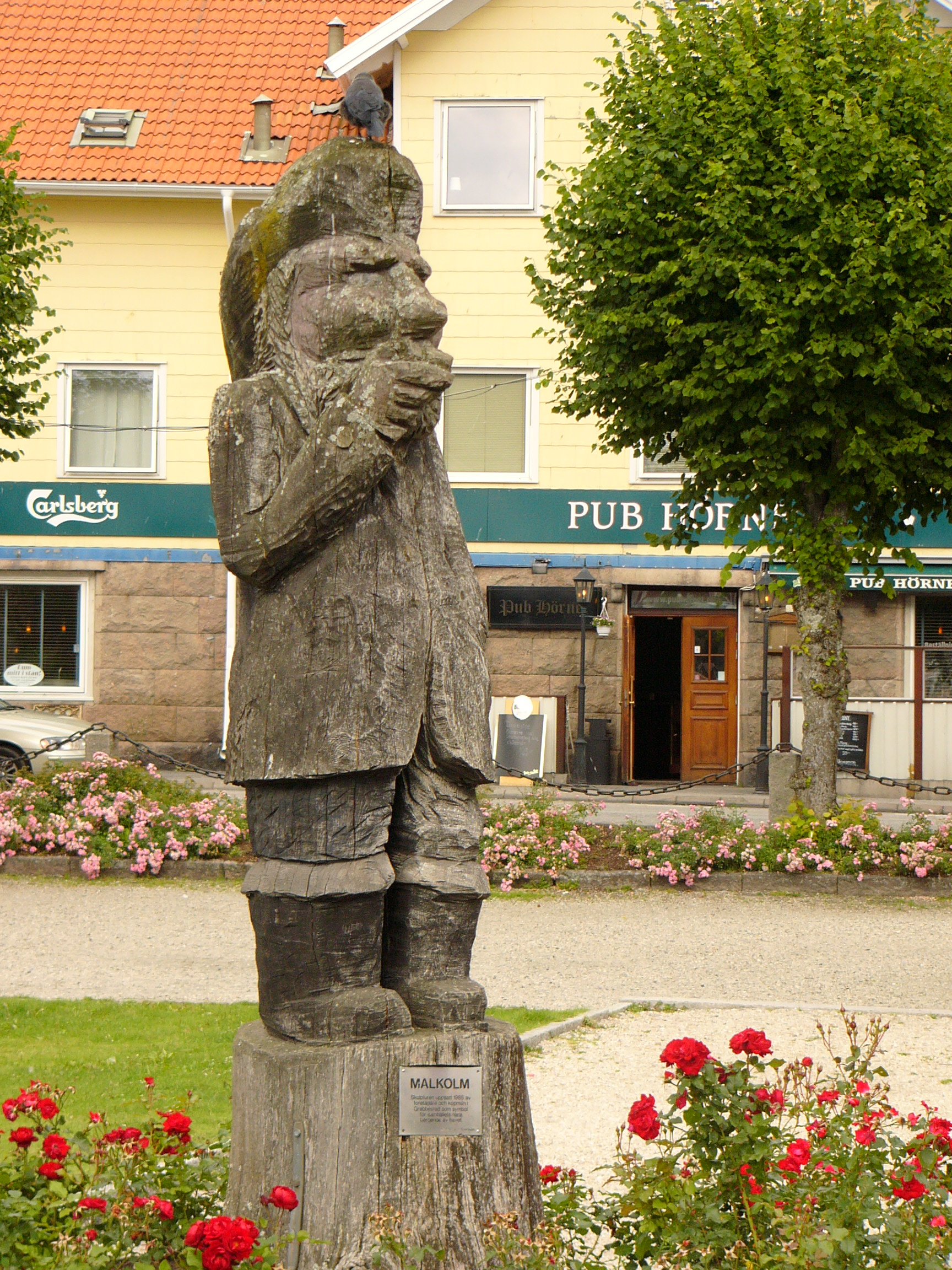
Рыбачок Малькольм
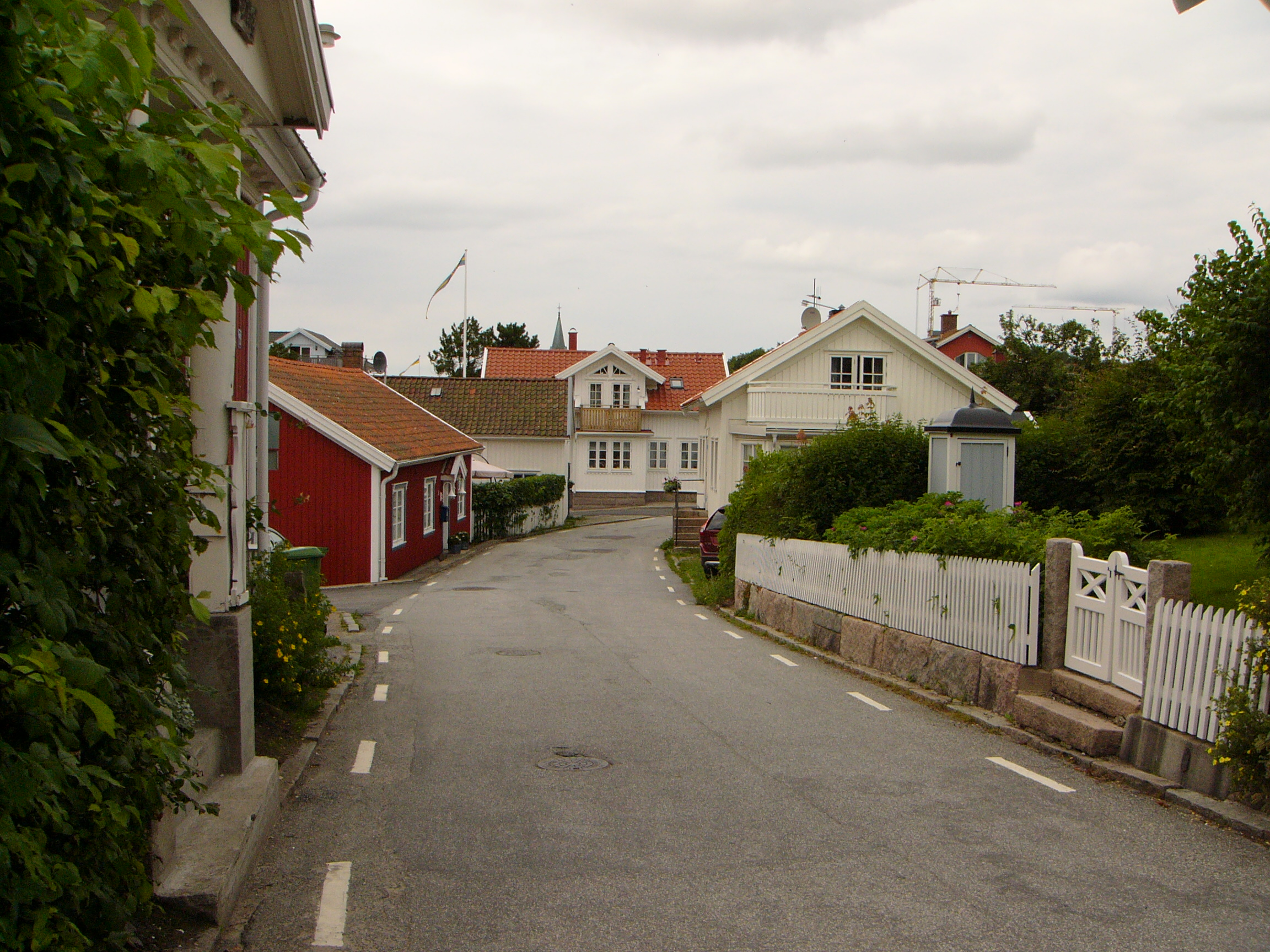
Улица Эвре-Лонггатан